# Shiran Ben Abderrazak
Shiran Ben Abderrazak, né le 6 décembre 1983 à Tunis, est un écrivain et expert culturel franco-tunisien.

## Biographie
Shiran Ben Abderrazak est né à Tunis avant de s'installer à l'âge de seize ans à Sèvres où il termine ses études secondaires et entame des études préparatoires littéraires. Titulaire en 2009 d'une licence en lettres modernes de l'université Sorbonne-Nouvelle, il décroche en 2012 un master d'études politiques de l'École des hautes études en sciences sociales sous la direction de Bernard Manin.
Shiran commence sa carrière professionnelle au Nouvel Économiste (2012-2013) avant de se consacrer en 2014 à l'édition du livre El-Kasbah : fragments de révolution en tant que rédacteur en chef.
En 2015, il publie Journal d'une défaite, chroniques de Tunisie 2011-2013 : comprendre l'échec révolutionnaire tunisien, un recueil de ses réflexions politiques sur la révolution tunisienne. Le livre est adapté à la scène en 2017 par Eugénie Andrin, chorégraphe de l'opéra de Monte-Carlo dans un spectacle nommé ISSUE.
De retour en Tunisie en 2015, il co-fonde et occupe le poste de directeur opérationnel de Dar Eyquem, une résidence d'artistes située à Hammamet qui vise à développer les échanges entre artistes tunisiens et internationaux.
En avril 2018, il devient le directeur exécutif de la Fondation Rambourg, jusqu'à l'arrêt de ses activités à la fin de 2021.
Après son passage à la Fondation Rambourg, Shiran co-fonde Mono, la première galerie d'art digital d'Afrique et du monde arabe ; elle est située dans la médina de Tunis et basée sur les jetons non fongibles.